# Заклинье (Волошовское сельское поселение)
Заклинье — деревня в Волошовском сельском поселении Лужского района Ленинградской области.

## История
Впервые упоминается в писцовых книгах Шелонской пятины 1571 года, как деревня Заклинье — 2 обжи на реке Колоденке и при ней деревня Заклинье Щипачево — 1 обжа у озера Колоденского, в Бельском погосте Новгородского уезда.

ЗАКЛИНЬЕ — деревня, число жителей по X-ой ревизии 1857 года: 13 м. п., 11 ж. п. (из них дворовых людей — 3 м. п., 2 ж. п.)

ЗАКЛИНЬЕ — деревня Островенского общества Бельско-Сяберской волости, согласно подворной описи 1882 года:
  
домов — 8, душевых наделов — 7,  семей — 5, число жителей — 14 м. п., 19 ж. п.; разряд крестьян — временнообязанные

В XIX — начале XX века деревня административно относилась к Бельско-Сяберской волости 4-го земского участка 2-го стана Лужского уезда Санкт-Петербургской губернии.
По данным «Памятной книжки Санкт-Петербургской губернии» за 1905 год деревня Заклинье входила в Островенское сельское общество.
С 1917 по 1927 год деревня находилась в составе Островенского сельсовета Бельско-Сяберской волости Лужского уезда, затем в составе Лужского района.
По данным 1933 года деревня Заклинье входила в состав Островенского сельсовета Лужского района.
В 1940 году население деревни составляло 175 человек.
C 1 августа 1941 года по 31 января 1944 года деревня находилась в оккупации.
В 1958 году население деревни составляло 84 человека.
С 1 мая 1965 года, в составе Волошовского сельсовета.
По данным 1966, 1973 и 1990 годов деревня Заклинье также входила в состав Волошовского сельсовета.
В 1997 году в деревне Заклинье Волошовской волости проживали 7 человек, в 2002 году — 15 человек (все русские).
В 2007 году в деревне Заклинье Волошовского СП проживали 4 человека.

## География
Деревня расположена в юго-западной части района к западу от автодороги 41К-145 (Ретюнь — Сара-Лог).
Расстояние до административного центра поселения — 15 км.
Расстояние до ближайшей железнодорожной станции Серебрянка — 25 км.
Деревня находится на левом берегу реки Колоденка. К востоку от деревни находится озеро Колоденское, к югу от деревни проходит административная граница с Псковской областью.

## Демография
| 1940 | 1958 | 1997 | 2007 | 2010 | 2017 |
| ---- | ---- | ---- | ---- | ---- | ---- |
| 175  | ↘84  | ↘7   | ↘4   | ↗11  | →11  |